# Du Ruhui
Du Ruhui (杜如晦， 585-630) fut un chancelier de la dynastie chinoise des Tang.

## Biographie
Du Ruhui était originaire du nord-ouest de la Chine et issu d'un clan puissant, petit-fils d'un fonctionnaire sous les Zhou du Nord et Sui, lui-même petit fonctionnaire sous les Sui. Il rejoint les Tang en 618, à Chang'an, il rejoint l'équipe des conseillers proches de Li Shimin lors des guerres de pacifications dans le nord-est, et contribue à la planification du Coup de la Porte Xuanwu et y participe peut-être. Dans les années 620, par son réalisme, sa pertinence, et surtout son sens du jugement et de prise de décisions, il devient un conseiller-clé de l'équipe personnelle de Li Shimin. Devenu Empereur Taizong, Taizong lui fait une telle confiance qu'il annonce à Fang Xuanling que « le soutien de Du Ruhui est indispensable dans toute décision majeure du gouvernement ». En 629, Du Ruhui devient co-vice-président du Département des Affaires d'État, rejoignant Fang Xuanling avec qui la collaboration est des plus efficaces, jusqu'à la mort prématurée de Du Ruhui, d'une maladie non spécifiée, en 630.

### Sources
- (en) Denis C. Twitchett et John K. Fairbank, The Cambridge History of China : Sui and T'ang China, 589–906, vol. 3, Cambridge, Cambridge University Press, 1979, 900 p. (ISBN 0-521-21446-7)
- Jiu Tang Shu.
- Xin Tang Shu